# گرونبرگ، هسن
شهر گرونبرگ، هسندر ایالت هسن در کشور آلمان واقع شده‌است.

## نگارخانه

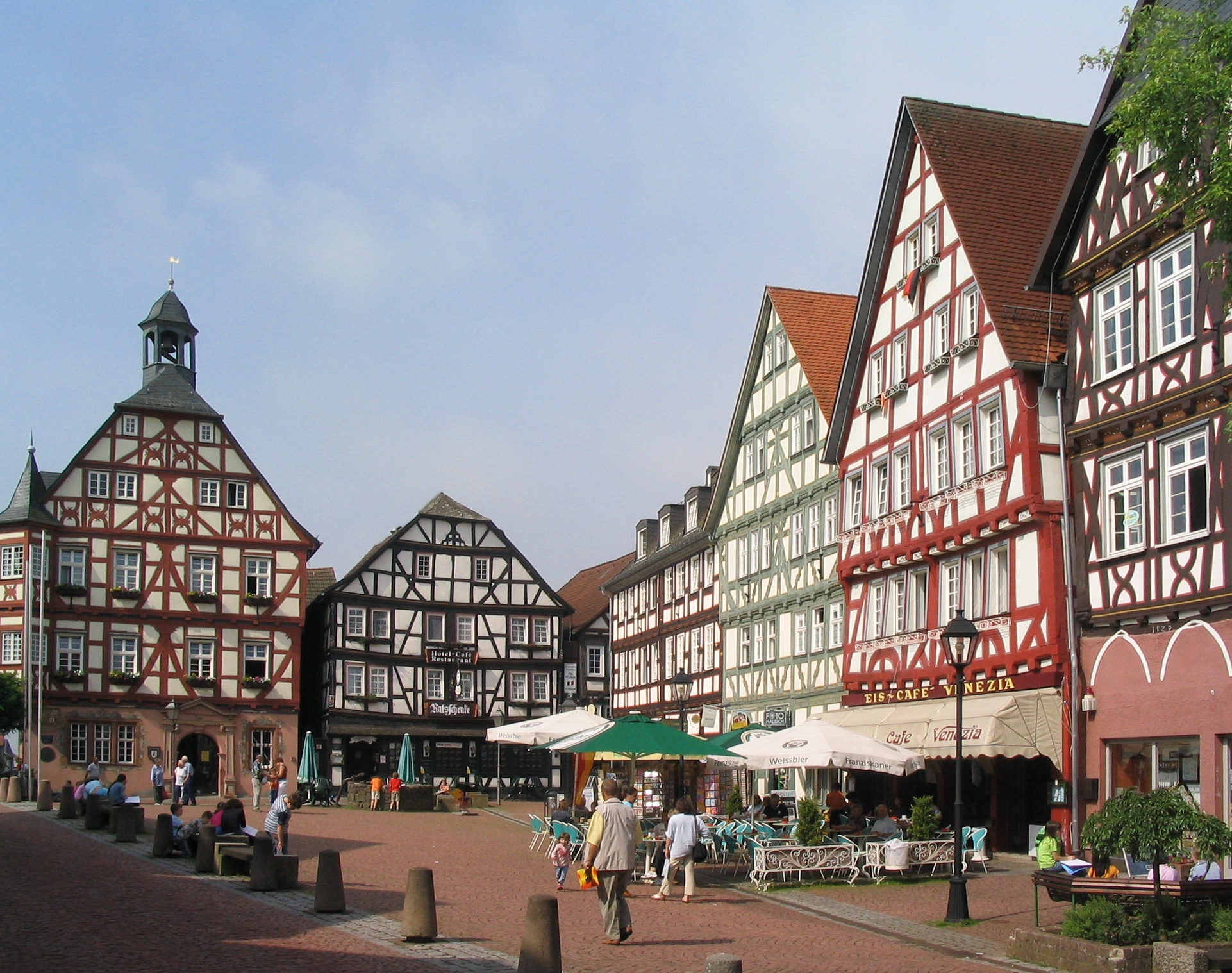
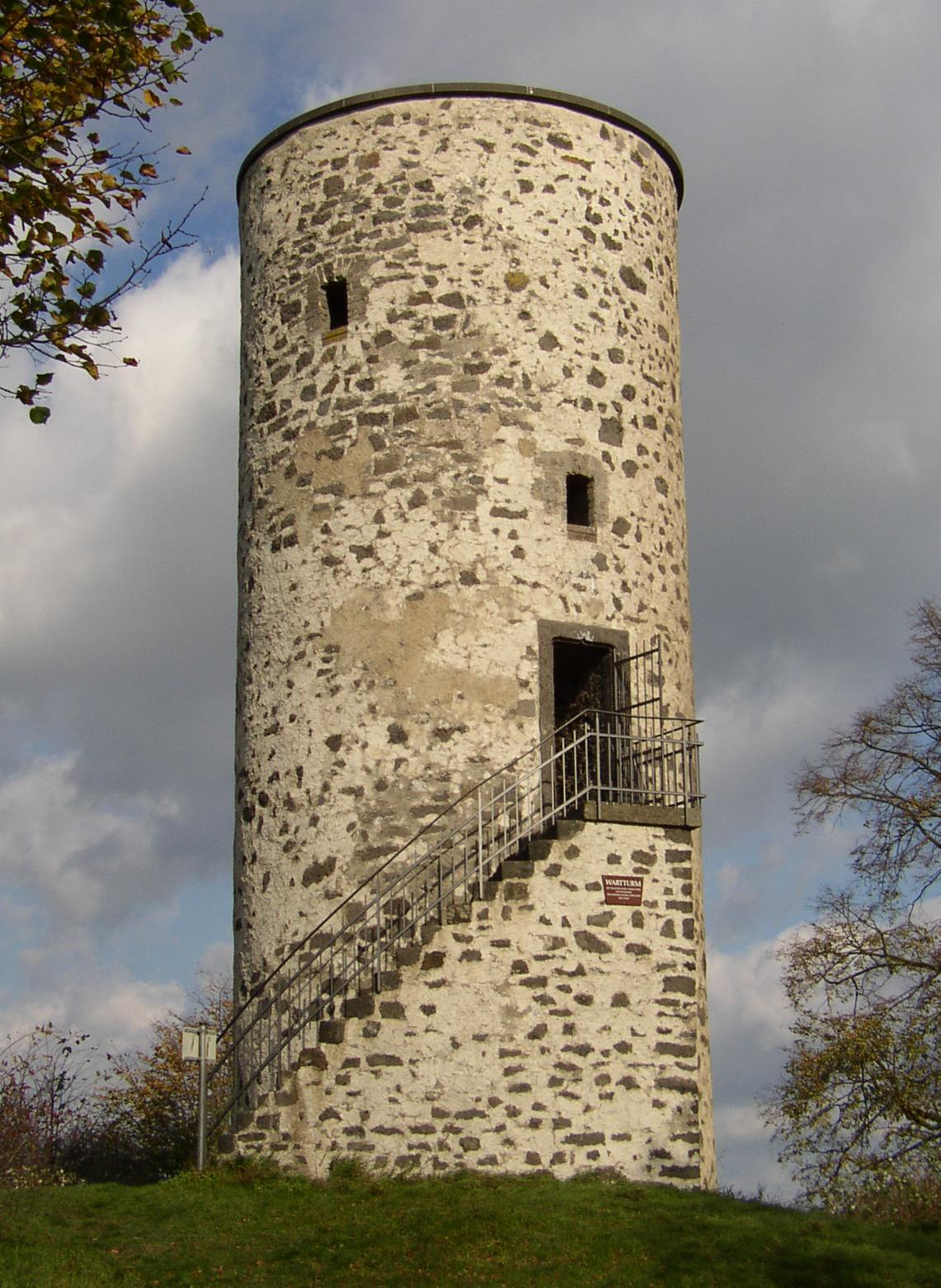
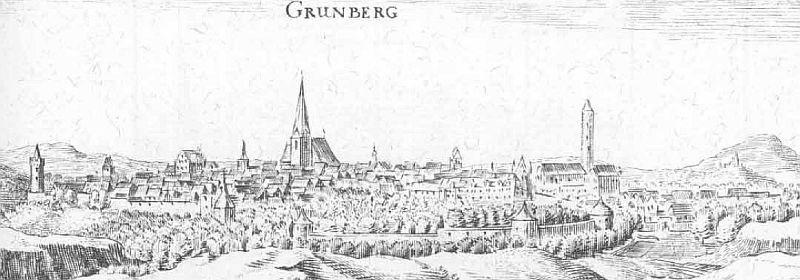
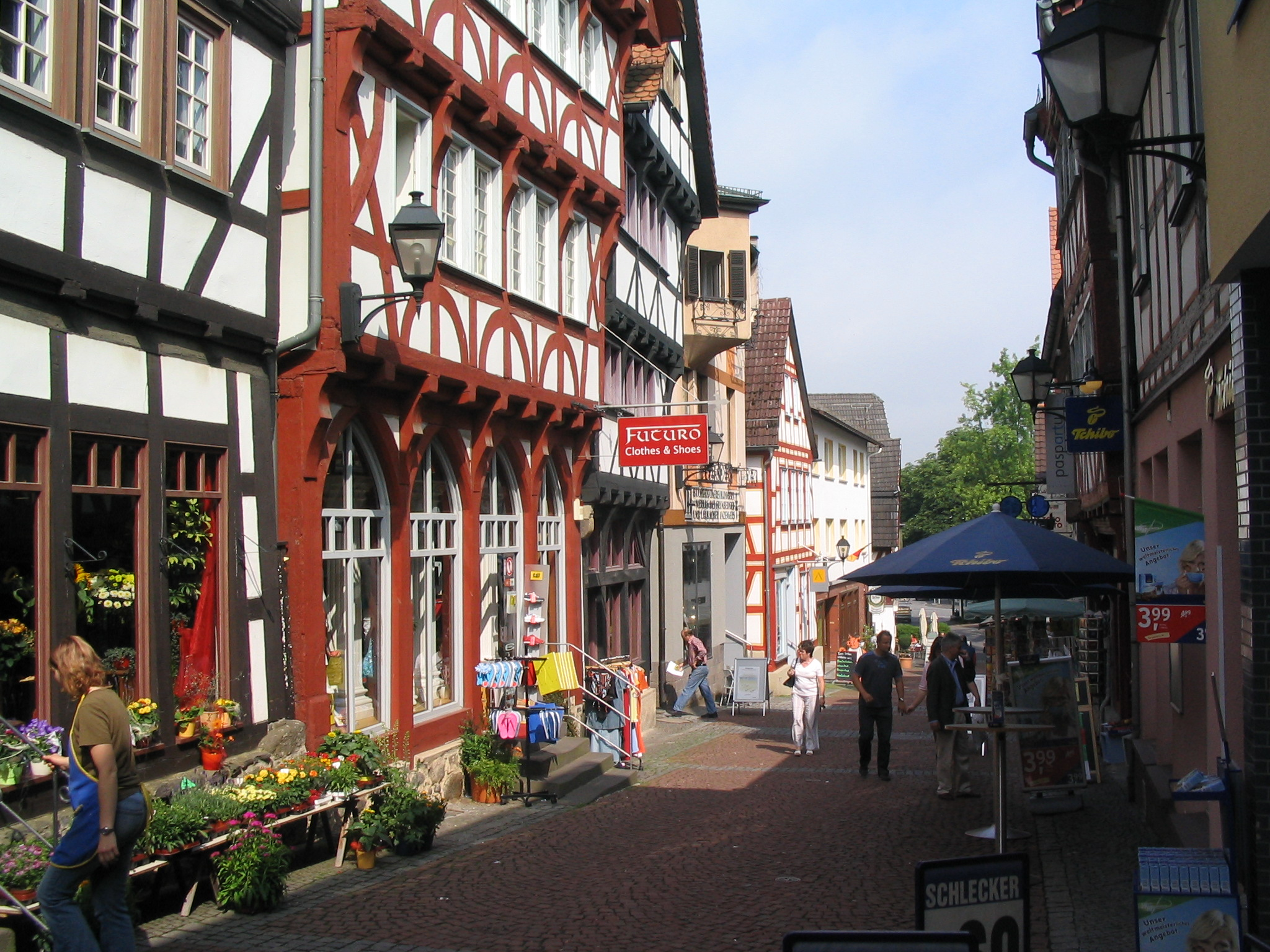
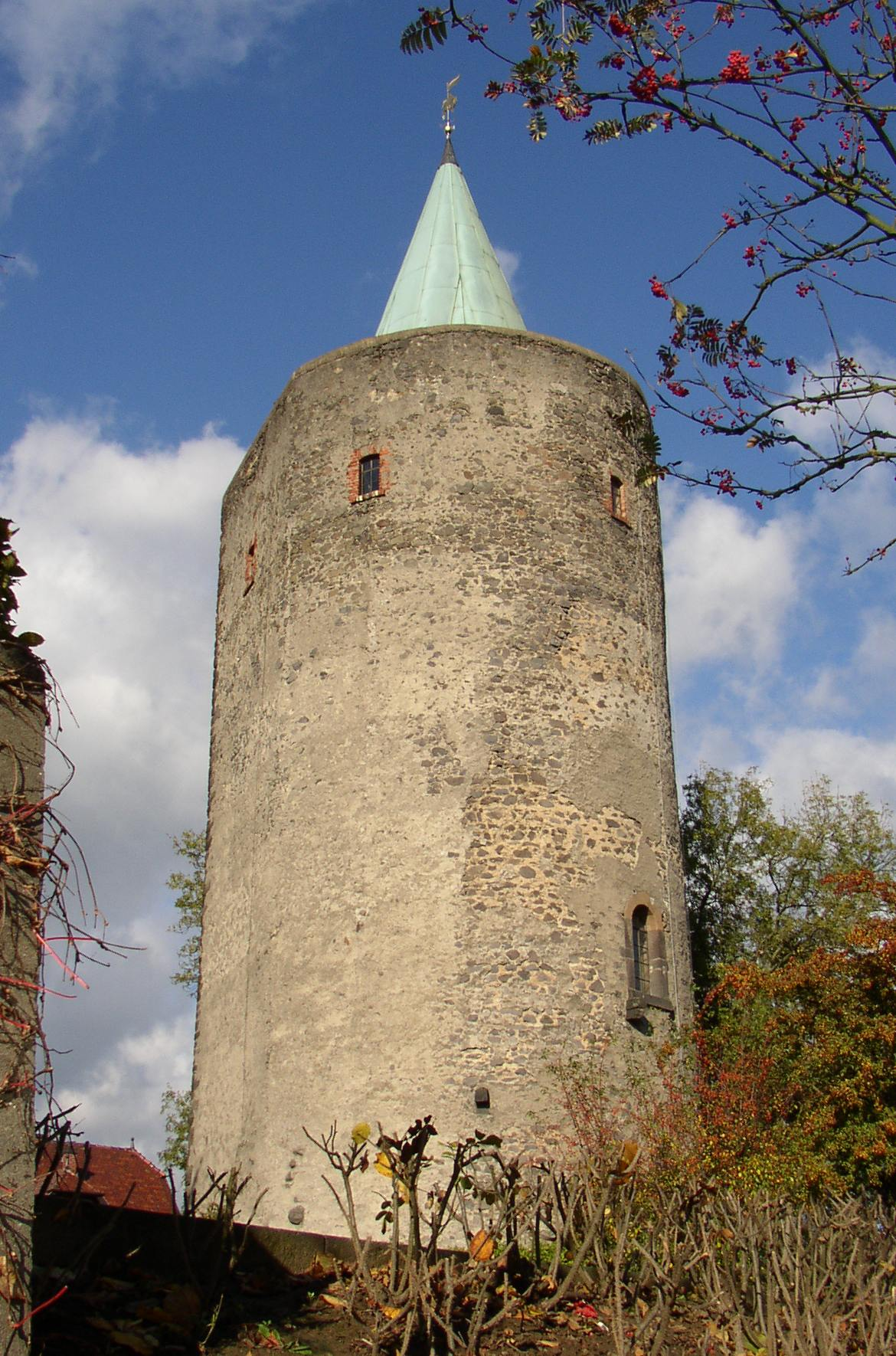
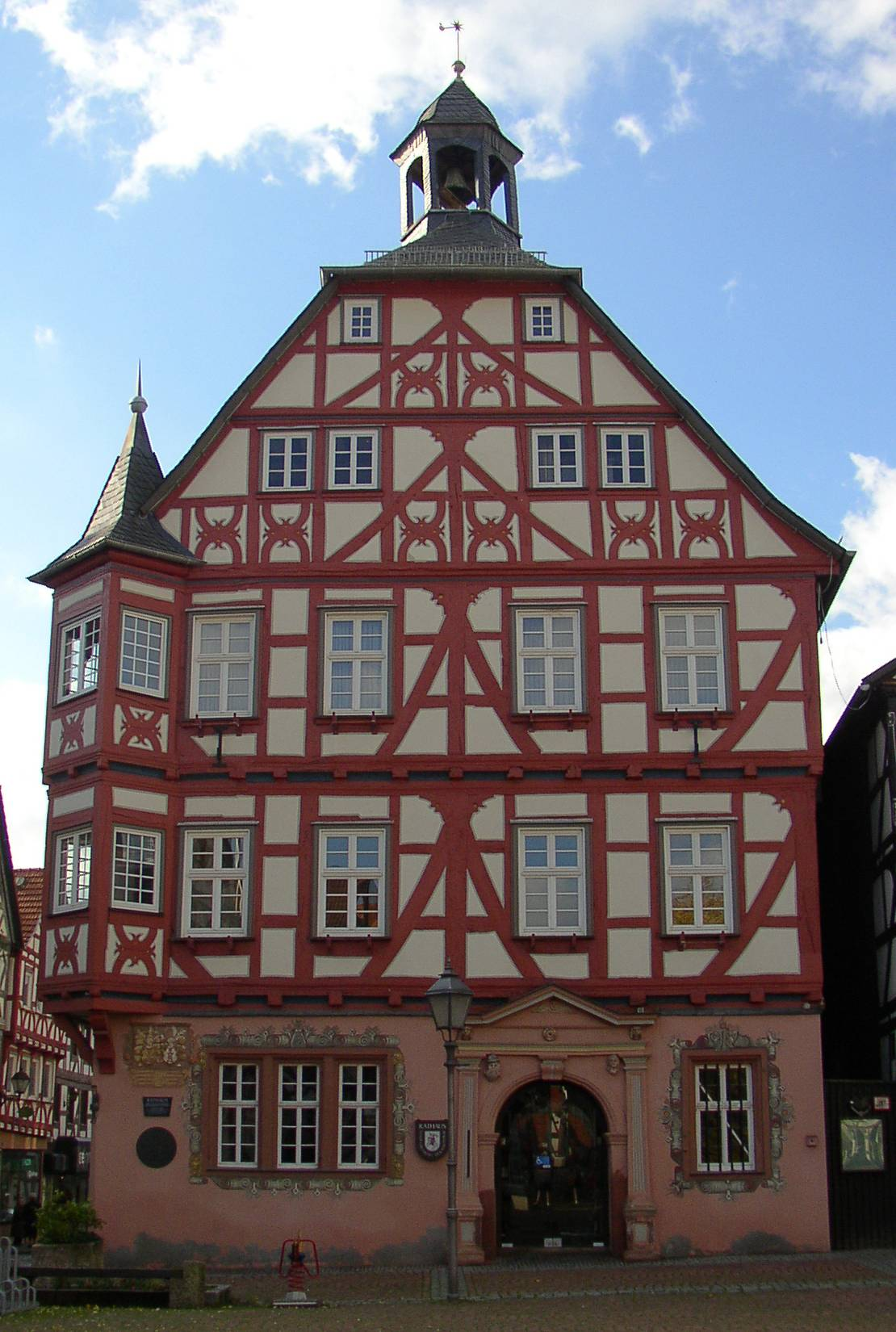
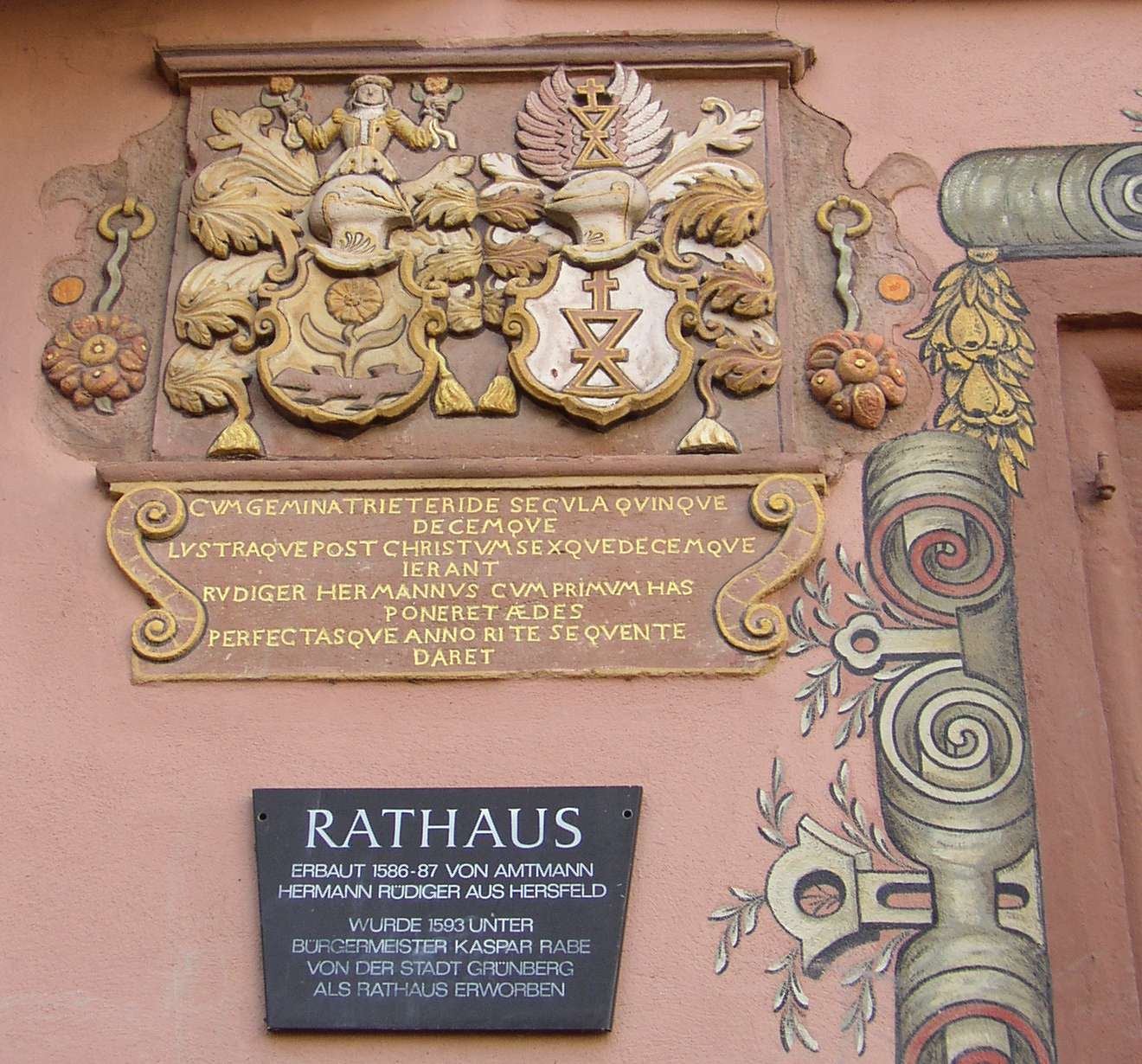
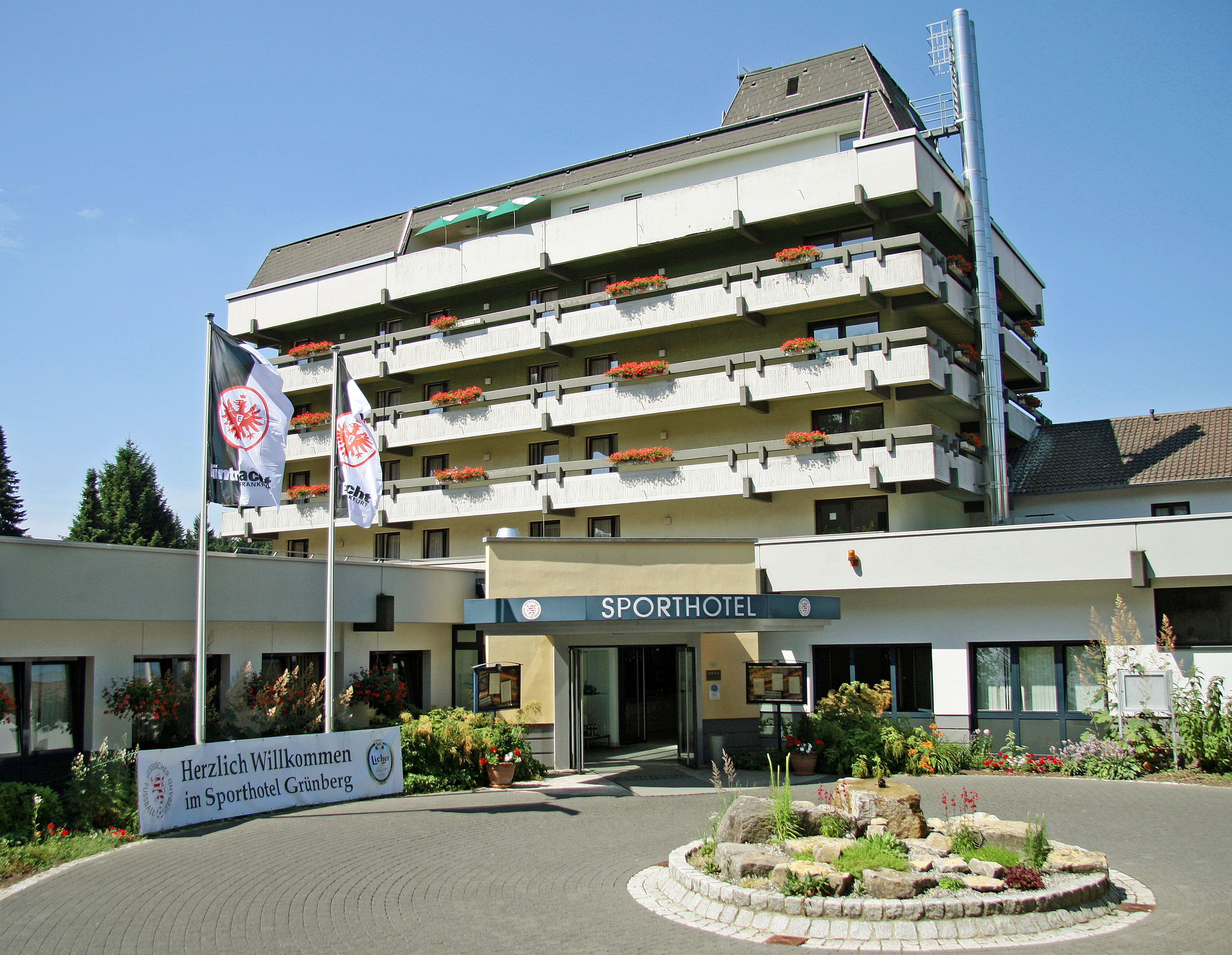